# Атлетика на Летњим параолимпијским играма 2016 — 400 метара за мушкарце T11
Трка на 400 метара у класи 11 за мушкарце, била је једна од 29 дисциплина атлетског програма на Летњим параолимпијским играма 2016. у Рио де Жанеиру, Бразил. Такмичење је одржано 11. и 13. септембра на Олимпијском стадиону Жоао Авеланж.

## Земље учеснице
Учествовало је 12 такмичара из 9 земаља.
1. Ангола (2)
2. Бразил (3)
3. Кина (1)
4. Намибија (1)
5. САД (1)
6. Тајланд (1)
7. Турска (1)
8. Француска (1)
9. Шпанија (1)

## Рекорди пре почетка такмичења
(стање 8. септембра 2016)
| Рекорди пре почетка Параолимпијских игара 2016. | Рекорди пре почетка Параолимпијских игара 2016. | Рекорди пре почетка Параолимпијских игара 2016. | Рекорди пре почетка Параолимпијских игара 2016. | Рекорди пре почетка Параолимпијских игара 2016. | Рекорди пре почетка Параолимпијских игара 2016. |
| ----------------------------------------------- | ----------------------------------------------- | ----------------------------------------------- | ----------------------------------------------- | ----------------------------------------------- | ----------------------------------------------- |
| Светски рекорд                                  | 49,82                                           | Данијел Силва                                   | Бразил                                          | Гвадалахара, Мексико                            | 18. новембар 2011.                              |
| Параолимпијски рекорд                           | 50,03                                           | Јосе Сајово Армандо                             | Ангола                                          | Атина, Грчка                                    | 4. септембар 2012.                              |

## Сатница
| Датум               | Време | Ниво               |
| ------------------- | ----- | ------------------ |
| 16. септембар 2016. | 17:36 | Квалификације (Г1) |
| 16. септембар 2016. | 17:42 | Квалификације (Г2) |
| 16. септембар 2016. | 17:48 | Квалификације (Г3) |
| 17. септембар 2016. | 18:49 | Финале             |

Сва времена су по локалном времену (UTC+3)

## Освајачи медаља
|                                        |                       |                            |
| Gerard Descarrega Puigdevall · Шпанија | Фелипе Гомез · Бразил | Ананиас Шиконго · Намибија |

## Резултати

### Квалификације
Квалификације су одржане 16.9.2016. годину у 17:36, 17:42 и 17:48. Такмичари су биле подељени у три групе. У финале су се пласирали победници по групама и 1 на основу резултата.,,
| Пласман | Група | Атлетичар                    | Земља     | Класа | ЛР    | ЛРС   | Резултат | Белешка    |
| ------- | ----- | ---------------------------- | --------- | ----- | ----- | ----- | -------- | ---------- |
| 1.      | 3     | Gerard Descarrega Puigdevall | Шпанија   | Т11   | 51,01 | 51,76 | 50,53    | КВ, РР, ЛР |
| 2.      | 3     | Ананиас Шиконго              | Намибија  | Т11   | 51,63 | 51,85 | 50,85    | кв, ЛР     |
| 3.      | 2     | Фелипе Гомез                 | Бразил    | Т11   | 50,59 | 51,26 | 51,26    | КВ, =ЛРС   |
| 4.      | 1     | Данијел Силва                | Бразил    | Т11   | 49,82 | 52,37 | 51,96    | КВ, ЛРС    |
| 5.      | 1     | José Chamoleia               | Ангола    | Т11   | 52,74 |       | 53,00    | ЛРС        |
| 6.      | 3     | Октавио Анђело дос Сантос    | Ангола    | Т11   | 51,60 | 54,92 | 53,14    | ЛРС        |
| 7.      | 2     | Мехмет Тунч                  | Турска    | Т11   | 54,26 | 54,26 | 53,19    | ЛР         |
| 8.      | 1     | Дејвид Браун                 | САД       | Т11   | 51,71 | 52,12 | 53,81    |            |
| 9.      | 2     | Suphachai Songphinit         | Тајланд   | Т11   | 52,76 | 55,15 | 53,91    | ЛРС        |
|         | 1     | Тимоти Адолф                 | Француска | Т11   | 51,21 | 51,21 | Диск.    | чл. 18.5   |
|         | 2     | Цетан Фан                    | Кина      | Т11   | 51,95 | 51,95 | Диск.    | чл. 7.10   |
|         | 3     | Лукас Прадо                  | Бразил    | Т11   | 50.30 | 53,90 | НС       |            |

### Финале
Такмичење је одржано 17.9.2016. годину у 18:49,,
| Пласман | Атлетичар                    | Земља    | Класа | Резултат | Белешка |
| ------- | ---------------------------- | -------- | ----- | -------- | ------- |
|         | Gerard Descarrega Puigdevall | Шпанија  | Т11   | 50,22    | РР      |
|         | Фелипе Гомез                 | Бразил   | Т11   | 50,38    | ЛР      |
|         | Ананиас Шиконго              | Намибија | Т11   | 50,63    | ЛР      |
| 4.      | Данијел Силва                | Бразил   | Т11   | 50,93    | ЛРС     |